# カーリン・バセット＝セグソ
カーリン・バセット（Carling Bassett、1967年10月9日 - ）は、カナダ・トロント出身の元女子プロテニス選手。1984年の全米オープンで女子シングルスのベスト4に入り、当地の女子テニス選手として4大大会の最高成績を出した選手である。シングルス自己最高ランキングは8位（1985年3月）。1987年に男子ダブルスのトップ選手であるロバート・セグソ（アメリカ）と結婚した後は、2つの姓を併用して「カーリン・バセット＝セグソ」（Carling Bassett-Seguso）と名乗った。WTAツアーでシングルス2勝、ダブルス2勝を挙げたが、彼女の全盛期は比較的短期間で終わった。

## 経歴
父親のジョン・バセットは、かつてデビスカップのカナダ代表を務めたテニス選手で、「USFL」の「タンパベイ・バンディッツ」（Tampa Bay Bandits）のオーナーでもあり、「アミュレット・ピクチャーズ」（Amulet Pictures）という映画会社も経営する実業家であった。バセット家はNHLチームの「トロント・メープルリーフス」など、いくつかのスポーツ・チームのオーナー権も持っている。カーリンはそのような家庭環境に育ち、1982年に15歳で「オレンジボウル選手権」（ジュニアテニス選手の登龍門として有名な大会）で優勝した。この年から彼女は女子テニス国別対抗戦・フェデレーションカップのカナダ代表選手に選ばれ、同年末からプロテニス選手になった。直ちに彼女は目覚ましい躍進を始め、1983年ウィンブルドンでアンドレア・イエガーとの4回戦に進み、当時は年末の12月開催だった全豪オープンではパム・シュライバーとの準々決勝に進出した。これにより、バセットは1983年に女子テニス協会から「最も印象的な新人選手賞」（Most Impressive Newcomer）を受賞した。
バセットは1984年にさらなる躍進を見せ、全仏オープンでクリス・エバート・ロイドとの準々決勝に進んだ後、同年の全米オープンでカナダ人女性としての4大大会シングルス最高成績を出した。準々決勝で第3シードのハナ・マンドリコワを破って初のベスト4入りを決めたバセットは、続く準決勝でエバート・ロイドに 2-6, 2-6 で敗れ、決勝進出を逃した。年末の12月に来日し、第1回「東レ パン・パシフィック・オープン・テニストーナメント」のシングルスでクラウディア・コーデ＝キルシュとの準決勝に進んでいる。この全盛期に、バセットは父親の映画会社「アミュレット・ピクチャーズ」が娘の主演映画として製作した『スプリング・フィーバー』（Spring Fever）に出演したり、ニューヨークにあるフォード代理店の広告モデルも務めた。
しかし、1986年の全仏オープンベスト8とウィンブルドン4回戦進出を最後に、バセットのテニス成績は急降下してしまう。彼女のフェデレーションカップ代表経歴も、1987年が最後になった。1987年10月17日、バセットは当時の男子ダブルス世界ランキング1位だったロバート・セグソと結婚し、その後は2つの姓を併用して「カーリン・バセット＝セグソ」と名乗るようになった。1988年3月に息子を出産した後、バセット＝セグソは1988年ソウル五輪にカナダ代表選手として出場した。シングルスは1回戦でフランス代表のナタリー・トージアに敗れ、ジル・ヘザリントンと組んだダブルスは2回戦で西ドイツ代表のシュテフィ・グラフ&クラウディア・コーデ＝キルシュ組に敗れた。彼女の本格的な競技経歴は1990年で終わったが、その後1992年・1995年・1996年に断続的なトーナメント出場記録がある。彼女は後に、雑誌のインタビューで自分が長い間過食症（摂食障害の1つ）を患ってきたことを明かした。
バセットは少女時代、1981年の4月末-5月初頭に東京・立川の「ルーデンステニスクラブ」で行われた「第3回JALカップ国際ジュニアテニス選手権」で来日した。シングルスではジーナ・ガリソン（アメリカ）に敗れて準優勝になったが、ダブルスで優勝している。翌1982年の第4回大会ではシングルス優勝を果たした。

## 出演

### CM
- 富士ゼロックス（1987年）